# 喬納森·洛德
喬納森·洛德（英語：Jonathan Lord，1962年9月17日—）是一位英格蘭政治人物，他的黨籍是保守黨。自2010年開始，他擔任沃金選區選出的英國下議院議員。他已經結婚並有兩個孩子。